# Ariranha do Ivaí
Ariranha do Ivaí este un oraș în Paraná (PR), Brazilia. 